# Élincourt-Sainte-Marguerite
Élincourt-Sainte-Marguerite ist eine französische Gemeinde mit 918 Einwohnern (Stand 1. Januar 2022) im Département Oise in der Region Hauts-de-France (vor 2016 Picardie). Sie gehört zum Arrondissement Compiègne und zum Kanton Thourotte. Die Einwohner werden Élincourtois genannt.

## Geographie
Die Gemeinde Élincourt-Sainte-Marguerite liegt etwa 15 Kilometer nördlich von Compiègne am Fluss Matz, der die Gemeinde im Südwesten begrenzt. Umgeben wird Élincourt-Sainte-Marguerite von den Nachbargemeinden Mareuil-la-Motte im Nordwesten und Norden, Thiescourt im Norden und Nordosten, Cannectancourt im Nordosten und Osten, Chevincourt im Osten und Südosten, Marest-sur-Matz im Süden, Vandélicourt im Südwesten sowie Margny-sur-Matz im Westen.

## Bevölkerungsentwicklung
| Jahr                       | 1962 | 1968 | 1975 | 1982 | 1990 | 1999 | 2006 | 2013 | 2021 |
| -------------------------- | ---- | ---- | ---- | ---- | ---- | ---- | ---- | ---- | ---- |
| Einwohner                  | 484  | 512  | 519  | 632  | 681  | 763  | 824  | 913  | 898  |
| Quellen: Cassini und INSEE |      |      |      |      |      |      |      |      |      |

## Sehenswürdigkeiten
- Kirche Notre-Dame, Monument historique (siehe auch: Liste der Monuments historiques in Élincourt-Sainte-Marguerite)
- Windmühle
- Schloss Bellinglise aus dem 16. Jahrhundert

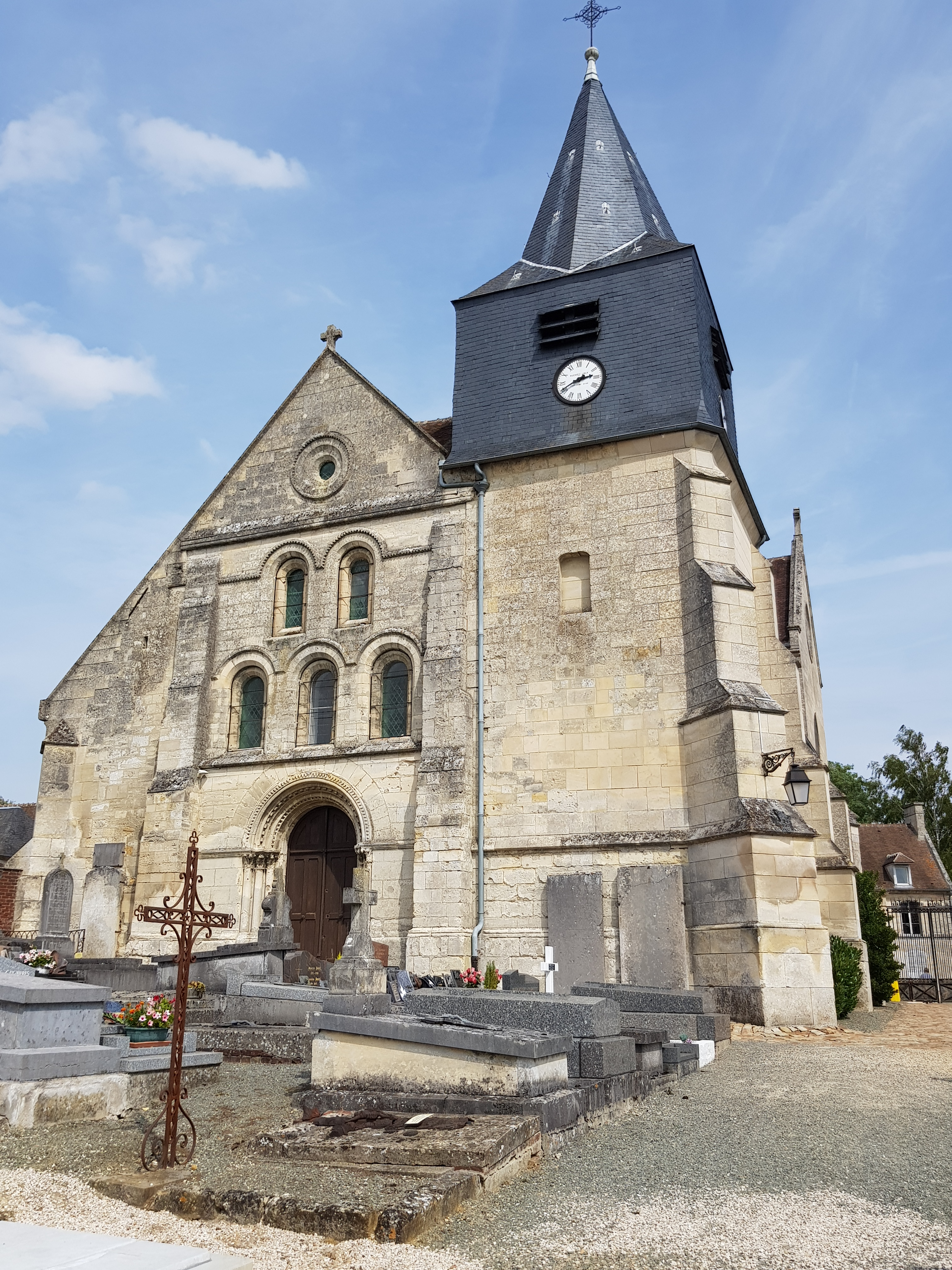
Kirche Notre-Dame
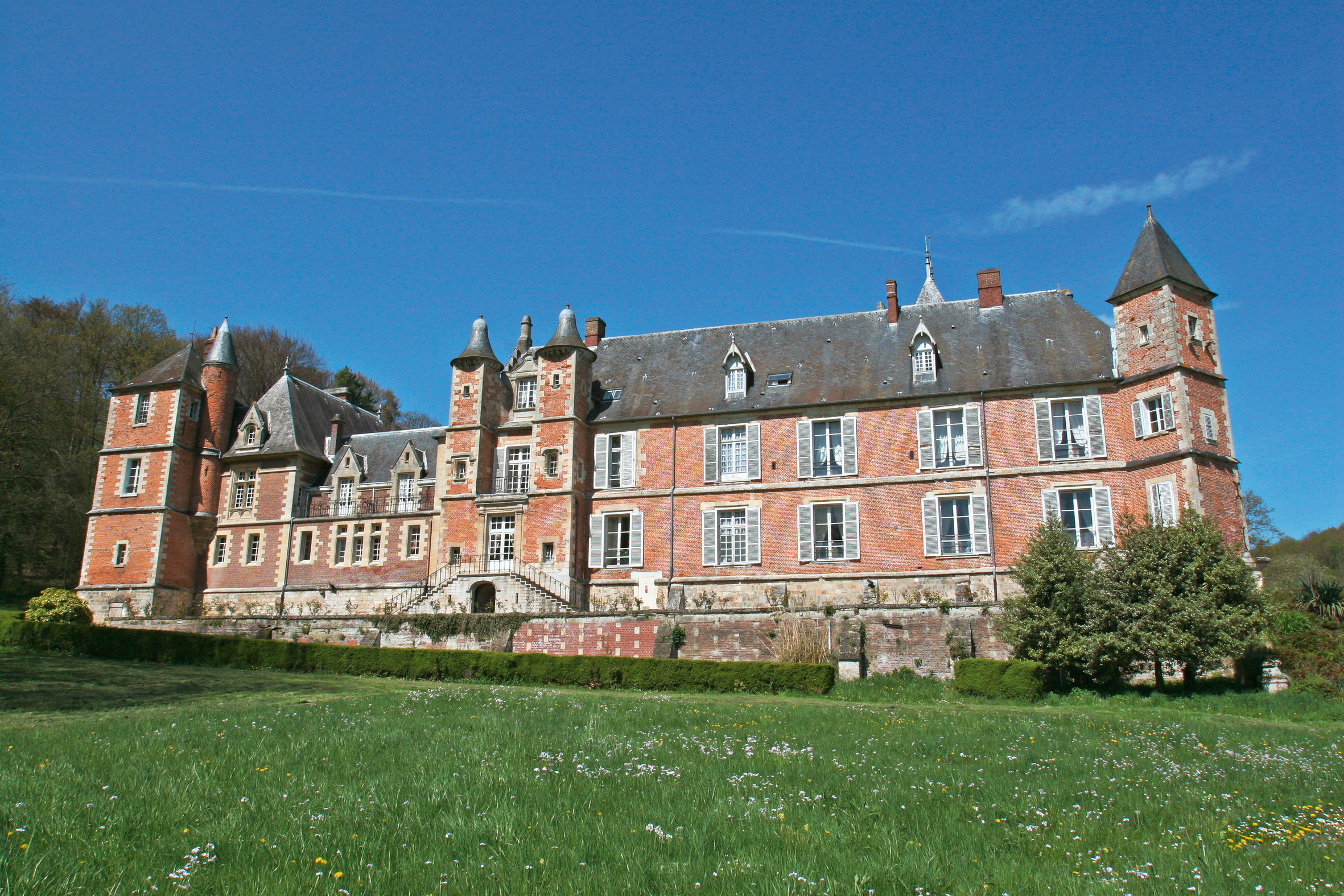
Schloss Bellinglise
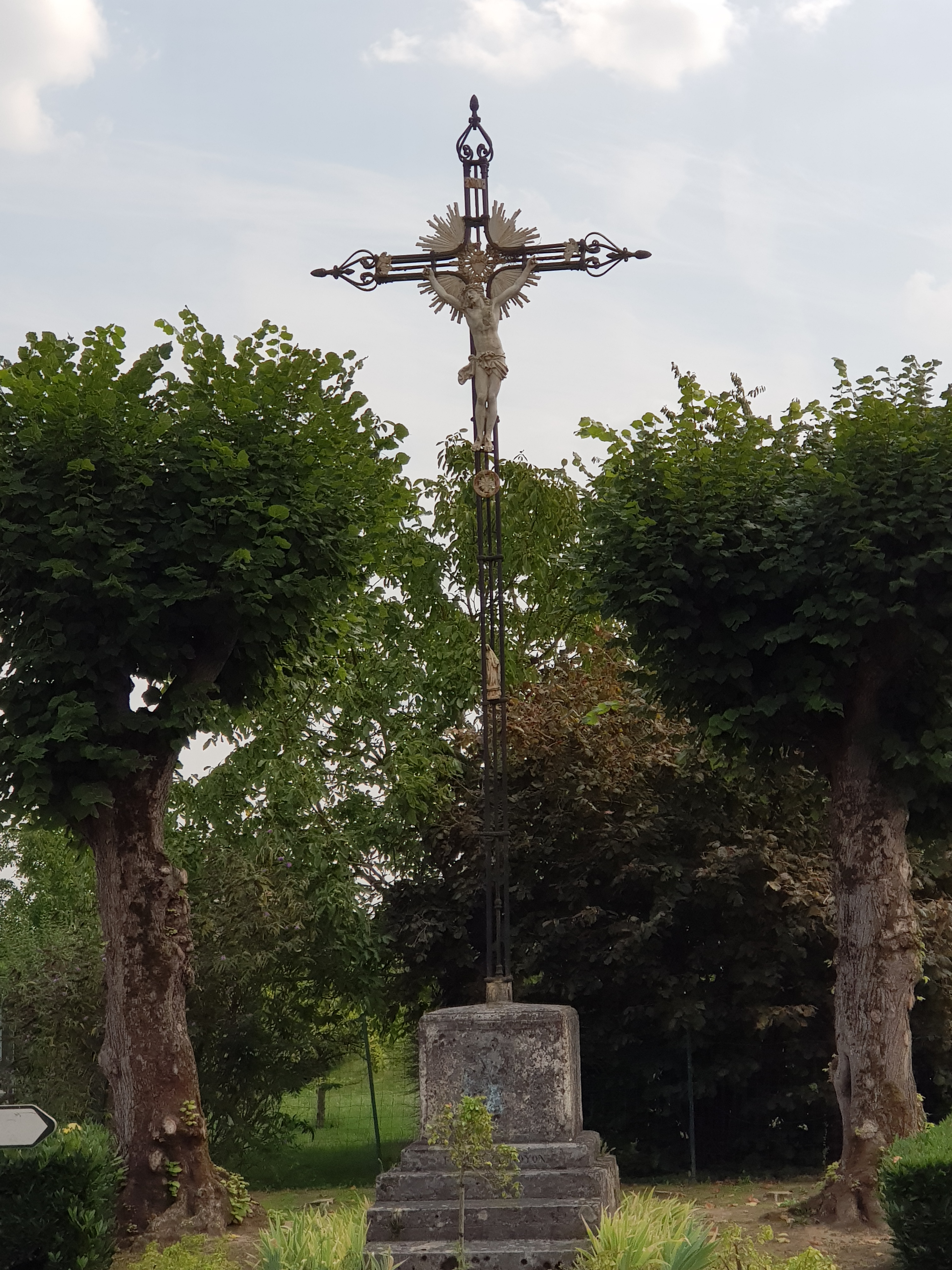
Calvaire

## Persönlichkeit
- François-Ernest Dutilleul (1825–1907), wirkte von 1871 bis 1907 als Bürgermeister in der Gemeinde und war 1877 französischer Finanzminister.